# روسا جاوي
روسا جاوي (الاسم العلمي: Rusa timorensis) نوع من الأيائل متوطن في جزر جاوة، بالي وتيمور الإندونيسية وجمهورية تيمور الشرقية. واستقدم هذا النوع كذلك إلى جزر إندونيسية ودول مجاورة أخرى.

## اقرأ كذلك
- قائمة مزدوجات الأصابع حسب العدد